# Henri Darqué
Henri Darqué, né le 19 février 1898 à Nogaro dans le Gers et mort le 7 janvier 1984 à Issy-les-Moulineaux dans les Hauts-de-Seine, était un aviateur français, qui s’est illustré comme pilote de records dans l’entre-deux-guerres.

## Distinctions
- Chevalier de la Légion d'honneur (janvier 1938)
- Croix de guerre 1914-1918 française
- Médaille militaire (23 octobre 1923)
- Croix de guerre 1939-1945
- Médaille de l'Aéronautique (12 janvier 1954)
- Croix de chevalier du mérite postal (31 juillet 1956)
- Grande médaille d’argent de l’Aéro-Club de France
- Médaille d'argent de l'encouragement au progrès